# Frank Hoffmann (Politiker)

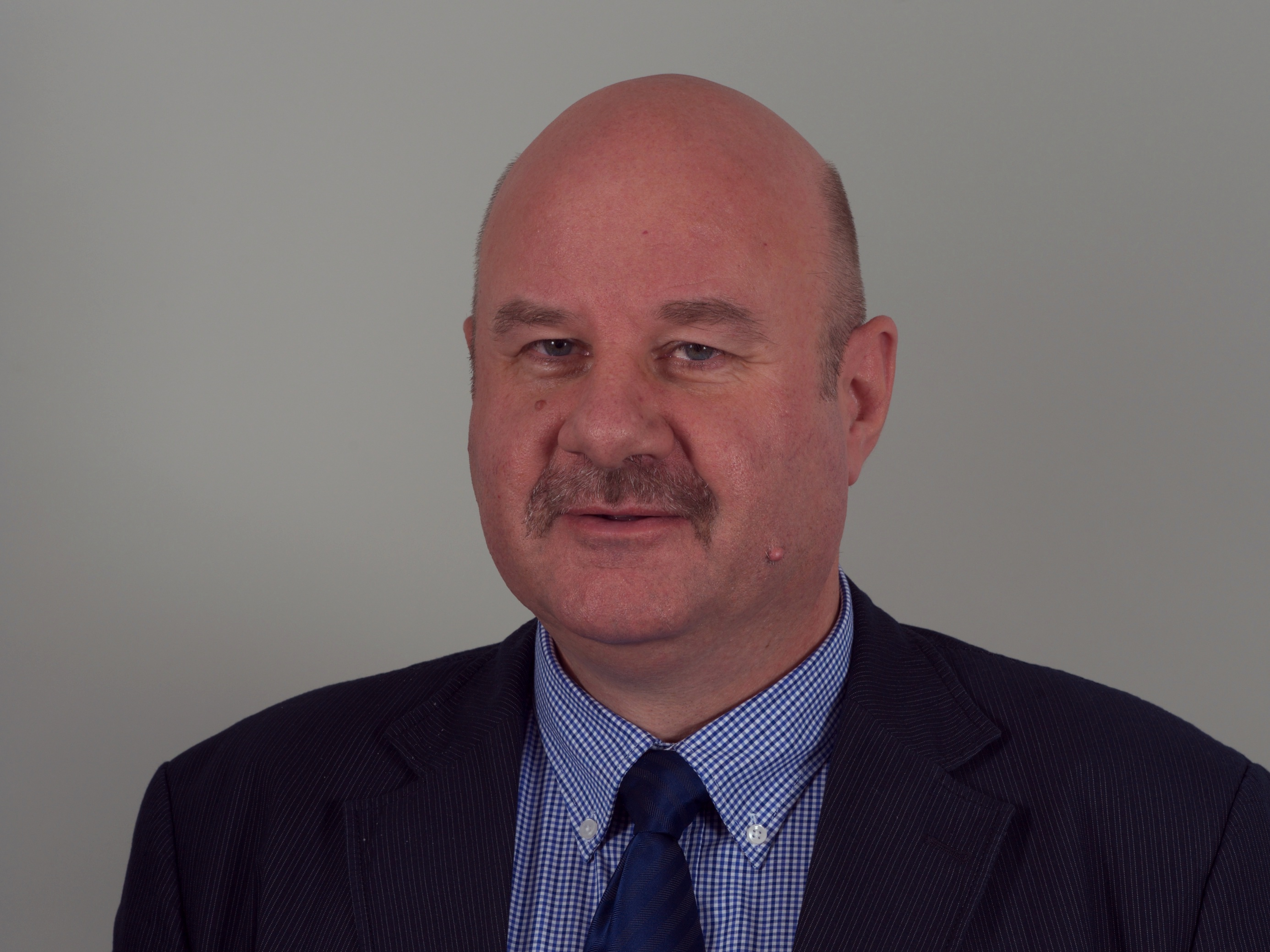
Frank Hoffmann (2012)

Frank Hoffmann (* 16. Dezember 1959 in Dessau) ist ein deutscher Politiker (Die Linke). Er war von 2011 bis 2016 Mitglied des Landtags von Sachsen-Anhalt.

## Leben
Hoffmann machte 1978 Abitur und wurde 1983 Diplom-Ingenieur für Maschinenbau. Daraufhin war er bis 1999 Konstrukteur im ZAB Zementanlagenbau Dessau, danach bei Mypegasus in Nürnberg, beim Bildungswerk der Wirtschaft Sachsen-Anhalt und beim OHM-Institut.
1985 trat Hoffmann in die SED ein, die später in der PDS und in Die Linke aufging. Seit 1994 ist er Stadtrat in Dessau beziehungsweise in Dessau-Roßlau. Seit 1992 gehört er dem Ortsvorstand an und seit 2002 ist er Vorsitzender des Linken-Stadtverbandes in Dessau-Roßlau. Von 2011 bis 2016 saß er zudem im Landtag von Sachsen-Anhalt.
Hoffmann ist verheiratet und hat drei Kinder.